# گوره‌لی
گوره‌لی (انگلیسی: Gorely) یک کوه آتشفشانی در شبه‌جزیره کامچاتکای کشور روسیه است.